# Dación en pago (España)
La dación en pago en España hace referencia a la regulación y situación legal de la posibilidad de saldar la deuda hipotecaria con un banco mediante la entrega de la vivienda hipotecada en España.

## Legislación
La dación en pago en España aparece regulada en varias leyes y reglamentos.
La Ley Hipotecaria, en su Artículo 140, deja abierta la posibilidad de pactar en la escritura de constitución de la hipoteca voluntaria que la obligación garantizada se haga solamente efectiva sobre los bienes hipotecados. En este caso, la responsabilidad del deudor y la acción del acreedor, por virtud del préstamo hipotecario, quedarán limitadas al importe de los bienes hipotecados, y no alcanzarán a los demás bienes del patrimonio del deudor. En este caso, la Ley Hipotecaria vigente prevé la dación de pago, siempre y cuando se pacte con la entidad crediticia o acreedor antes de formalizar el préstamo hipotecario. En caso de no haber un pacto entre deudor y acreedor, según lo dispuesto en el artículo 105 de la misma ley, la hipoteca podrá constituirse en garantía de toda clase de obligaciones y no alterará la responsabilidad personal ilimitada del deudor que establece el artículo 1.911 del Código Civil.
El Código civil español no habla de la dación en pago como modo extintivo de las obligaciones, aunque da por supuesta la institución en los artículos 1.521 y 1.636, al tratar de los retractos, y en algunas otras disposiciones[cita requerida], contemplándose en el artículo 155 de la Ley concursal.
El Gobierno de Rajoy aprobó el Real Decreto-ley 6/2012, de 9 de marzo, de medidas urgentes de protección de deudores hipotecarios sin recursos, que intenta promocionar la dación en pago por primera vez en España.
En enero del 2011 la Sección Segunda de la Audiencia de Navarra dictó una sentencia en la que considera devolver al banco un piso hipotecado como cancelación de una hipoteca. El juez argumentó que el valor de la finca era suficiente para cubrir el principal del préstamo hipotecario e incluso superior a este y que era el banco el que se la había quedado, por lo que resultaba "circunstancial" que en la subasta el valor fuera inferior y por lo tanto la ejecución solicitada "únicamente" podría continuar para costas e intereses. Además añadió que no se podía desconocer el origen, puesto que la causa de la crisis económica vendría dada por “la mala gestión del sistema financiero” y “las hipotecas basura”.
La sentencia causó un gran revuelo tanto entre las entidades financieras que defienden estar actuando bajo el amparo de la ley, como entre todos los afectados por hipotecas que reclaman establecer este sistema.
Finalmente la entidad financiera presentó un incidente de nulidad que la Sección Tercera de la Audiencia Provincial de Navarra aceptó a trámite, pendiente de resolver en amparo ante el Tribunal Constitucional.

### Naturaleza jurídica
Dentro de la teoría clásica algunas posiciones equiparan la dación en pago a una compraventa, en la cual el crédito figura como precio. No es extraño a esta asimilación en el Código civil español, que equipara para algunos efectos la dación en pago a la compraventa, y la acepta, sobre todo, la jurisprudencia antigua del Tribunal Supremo, que ha declarado que constituye compraventa el convenio por el que se da cosa en pago de un crédito líquido.
Frente a esta concepción, otra, más moderna, considera a la dación en pago como una novación por cambio de objeto.
Ambas teorías tropiezan con serios inconvenientes. De acuerdo con Castán, la solución preferible parece ser considerar la dación en pago como una modalidad o variante del pago (y, consiguientemente, una causa de extinción de las obligaciones), pero que implica, a la vez, una transmisión onerosa y ofrece, desde este punto de vista, analogías con el contrato de compraventa, teoría admitida por la moderna jurisprudencia.
Díez-Picazo considera la dación en pago como un convenio extintivo de una obligación existente entre las partes, por el cual el acreedor tiene derecho a exigir lo que se ha convenido en pago y el deudor el deber de prestarlo. Si el deudor cumple la obligación primitiva y la que se contrae con este convenio, se extingue la obligación primitiva y la creada después, quedando libres todos los fiadores. Si no cumpliese, el acreedor podría exigir el cumplimiento o la resolución.

### Requisitos
Siguiendo a Castán la dación de pago supone los siguientes requisitos:
- a) Una prestación realizada a título de pago (animo solvendi), que puede consistir en la transmisión de una cosa corporal (dación en pago en sentido vulgar), o en la de un derecho real o un crédito (caso de la llamada cessio pro soluto).
- b) Una diversidad cualquiera entre la prestación que se debía y la que le sustituye (aliud pro alio).
- c) El acuerdo de voluntades de las partes, deudor y acreedor, de tener por extinguida inmediatamente la obligación merced a la realización de la prestación distinta de la debida.

La capacidad para esta operación se regirá por las reglas del pago, debiendo, por ende, el que da una cosa en pago, tener la propiedad de ella y capacidad para enajenarla (artículo 1.160).
La forma del acto se ajustará a las reglas generales que rigen la de los contratos (arts. 1.278 y sigs.).

### Efectos
La dación en pago produce los efectos del pago mismo: extingue la obligación primitiva, así como los derechos accesorios que la acompañas en:

"...Se trata de distinguir entre un contrato en el que la garantía hipotecaria es el bien inmueble o si se trata de un préstamo personal con garantía hipotecaria donde no sólo se compromete el bien hipotecado sino los bienes presentes y futuros del tomador..."

- Pérdida por  Evicción 

## Dificultades para el cambio de la ley hipotecaria en España
La crisis económica de 2008-2012 junto con la específica burbuja inmobiliaria en España provocan un importante aumento en los desahucios de propietarios de viviendas que no pueden pagar las altas cuotas de la hipotecas firmadas con los bancos. Ante esta realidad, que deja a numerosas familias y ciudadanos en la calle, sin vivienda y con deudas muy importantes, surgen propuestas desde distintas organizaciones para modificar la ley hipotecaria. La propuesta máxima de reforma es la obligatoriedad para la entidad bancaria de aceptar la dación en pago (entrega del piso como cancelación total de la deuda), propuestas intermedias son las de aumentar el porcentaje mínimo del valor del piso sobre la deuda o hipoteca y propuestas menores como establecer condiciones de demora sin pago de intereses en determinados casos para no llegar al desahucio.

### Año 2010

#### Propuesta de eliminación del IRPF en las daciones en pago de vivienda habitual
En enero UPyD presenta en el Congreso una Proposición no de Ley para exonerar de la tributación por IRPF a las daciones en pago de vivienda habitual a aquellos cuya renta no supere los 12.000 euros anuales.

#### El Gobierno del PSOE rechaza contemplar la dación en pago
En junio la Comisión de Vivienda a propuesta de ICV aprueba, con el voto en contra del PSOE, exigir al Gobierno evaluar las medidas necesarias para permitir la dación en pago.

### Año 2011

#### PSOE y PP rechazan que la entrega del piso salde la hipoteca
A pesar de que una sentencia judicial de enero de 2011 -basada en la institución del abuso de derecho, recogida en el artículo 7 del Código Civil, que permite rechazar el ejercicio de un derecho perfectamente legal cuando sobrepase manifiestamente sus límites- ha considerado suficiente la entrega del piso para saldar la deuda, los partidos mayoritarios españoles rechazan cualquier modificación legal.
Así, en febrero de 2011, los grupos parlamentarios de PSOE y PP confirmaron en el Pleno del Congreso de los Diputados su rechazo a tramitar una proposición de ley de ERC, IU e ICV que reclamaba cambiar la legislación hipotecaria en el sentido de obligar a las entidades bancarias a aceptar la dación en pago -que la entrega de la vivienda sea suficiente para cancelar el préstamo-.
La Federación Española de Municipios y Provincias (FEMP) así como la asociación Jueces para la Democracia reclamaron que se vuelva a debatir en el Congreso la reforma de la ley hipotecaria que penaliza al comprador obligando a devolver la deuda completa aun cuando devuelva el piso.
En junio de 2011, de nuevo el PP y el PSOE, en la subcomisión del Congreso de los Diputados creada al efecto para reformar el sistema hipotecario español, rechazaron la propuesta de una proposición de ley por parte del BNG para reformar la legislación en materia hipotecaria que permitiera la dación en pago. Votaron a favor de la iniciativa del BNG los partidos IU, ICV y ERC.
En diciembre UPyD propuso en el Congreso una ley de insolvencia para personas físicas similar a la de personas júridicas, posibilitando así la dación en pago para personas insolventes.

#### Iniciativa Legislativa Popular y Propuesta de una Comisión de Estudio
Se consolida la Iniciativa Legislativa Popular para promover el cambio de la legislación hipotecaria y de la ley de enjuiciamiento civil que permita aceptar la entrega del inmueble como pago y cancelación de la hipoteca. La Mesa del Congreso acepta a trámite en otoño del 2011 la ILP sobre la Proposición de ley de regulación de la dación en pago, de paralización de los desahucios y de alquiler social promovida por la PAH- Plataforma de Afectados por las Hipotecas, CCOO, UGT, CONFAVC, Taula d'entitats del Tercer Sector Social de Catalunya y el Observatori DESC. Estas organizaciones promoverán la recogida de más 500.000 firmas en apoyo a la ILP antes del 5 de noviembre de 2012.
El presidente del gobierno, José Luis Rodríguez Zapatero, en un compromiso establecido con Joan Ridao (ERC) accedió el 23 de marzo de 2011 a que el Congreso estudie una reivindicación que va tomando fuerza: la dación del piso debería saldar la deuda hipotecaria con el banco. Para la ministra de Economía, Elena Salgado, esta medida supondría un peligro para el sistema bancario español ya que los bancos han aceptado tasaciones muy por encima del valor real de la vivienda y la dación en pago supondría pérdidas millonarias para las entidades bancarias. En cambio, la OCU, Adicae y consultoras independientes han denunciado que se tasan al alza los pisos que proceden de promotores y más bajos los de particulares. Además, estas sociedades de tasación están participadas en muchos casos por los bancos y cajas para las que trabajan valorando los pisos sobre los que las entidades deciden si dan o no una hipoteca.(Tasamadrid -controlada hasta comienzos de 2012 por Bankia hasta que se la vendió a Tinsa-, Servatas en manos hasta diciembre de 2011 de BBK, Kutxa y Caja Vital, LKS Tasaciones por Caja Laboral, VTH por La Caixa. En diciembre de 2012, el Banco de España ha obligado a que las tasadoras de pisos se desliguen de la banca.

#### Manifestaciones y apoyo a la dación en pago
Manifestaciones en 50 ciudades contra el desahucio
El 25 de septiembre hubo manifestaciones en 50 ciudades españolas contra el desahucio convocadas por la Plataforma de Afectados por la Hipoteca
Jueces para la Democracia defiende la dación para saldar la hipoteca
La organización española Jueces para la Democracia (JdP) aboga por regular la dación en pago de tal manera que la entrega de la vivienda permitierá saldar la deuda hipotecaria. JdP señaña que los constantes desalojos por ejecución hipotecaria están dejando sin vivienda a decenas de miles de familias que, siendo deudores de buena fe ven como no reciben la más mínima protección de las instituciones públicas, más preocupadas por salvar a los bancos.

### Año 2012
En enero de 2012 UPyD plantea en el Congreso la dación en pago siguiendo el modelo "fresh start" de EE. UU. y algunos países europeos; así como la limitación de los intereses de demora. Propuesta que fue rechazada por el Partido Popular.
El Ministro de Economía y Competitividad, Luis de Guindos, propuso en el congreso el establecimiento de la dación en pago de la vivienda cuando no se pueda hacer frente a una hipoteca para las familias que estén en un umbral de exclusión social. Esto es, hogares con todas las personas en situación de desempleo, que no tengan rentas adicionales y cuyo patrimonio sea insuficiente.
Sin embargo, los bancos y cajas están en contra de la dación en pago, así como del cambio del marco hipotecario, ni siquiera para las nuevas hipotecas. La propuesta solo tendría el efecto del menor cobro de intereses en caso de desahucio, por lo que el efecto no sería económicamente relevante para la banca.
Desde la Plataforma de Afectados por la Hipoteca (PAH) se considera que las medidas propuestas son meras recomendaciones para las entidades financieras y advierte que la dación en pago voluntaria ya está contemplada en el ordenamiento jurídico actual sin que haya tenido ningún resultado. También los sindicatos y otras organizaciones consideran que las propuestas del ministro no obligan a los bancos y por tanto no son efectivas.
El Gobierno aprobó el Real Decreto-ley 6/2012, de 9 de marzo, de medidas urgentes de protección de deudores hipotecarios sin recursos, que establece la dación en pago. Posteriormente, el 12 de julio de 2012, el BOE publicó la adhesión de 101 entidades bancarias
En noviembre de 2012 el Gobierno del Partido Popular y el PSOE acuerdan un pacto sobre los desahucios. Ante esta propuesta la PAH (Plataforma de Afectados por la Hipoteca) considera que son los responsables políticos de los últimos gobiernos quienes han provocado esta situación -400.000 desahucios desde 2007- quienes han tomado medidas inútiles en los últimos años y quienes quieren tomarlas sin escuchar a los afectados y quienes han rechazado sistemáticamente las propuestas presentadas de los partidos ICV, IU y ERC. Respecto al Real Decreto sobre los desahucios aprobado por el Gobierno el 15 de noviembre, la Plataforma de Afectados por la Hipoteca señaló que "no supondrá ninguna mejora sobre la situación actual e incluso la empeora" y que, además, las condiciones de la moratoria "excluyen a la mayoría de la gente afectada".

### Año 2013
El 12 de febrero de 2013 el Congreso aprueba por unanimidad admitir a trámite la ILP de la PAH (Plataforma de Afectados por la Hipoteca) que pide la Dación en pago con carácter retroactivo para los lanzamientos hipotecarios de vivienda habitual.

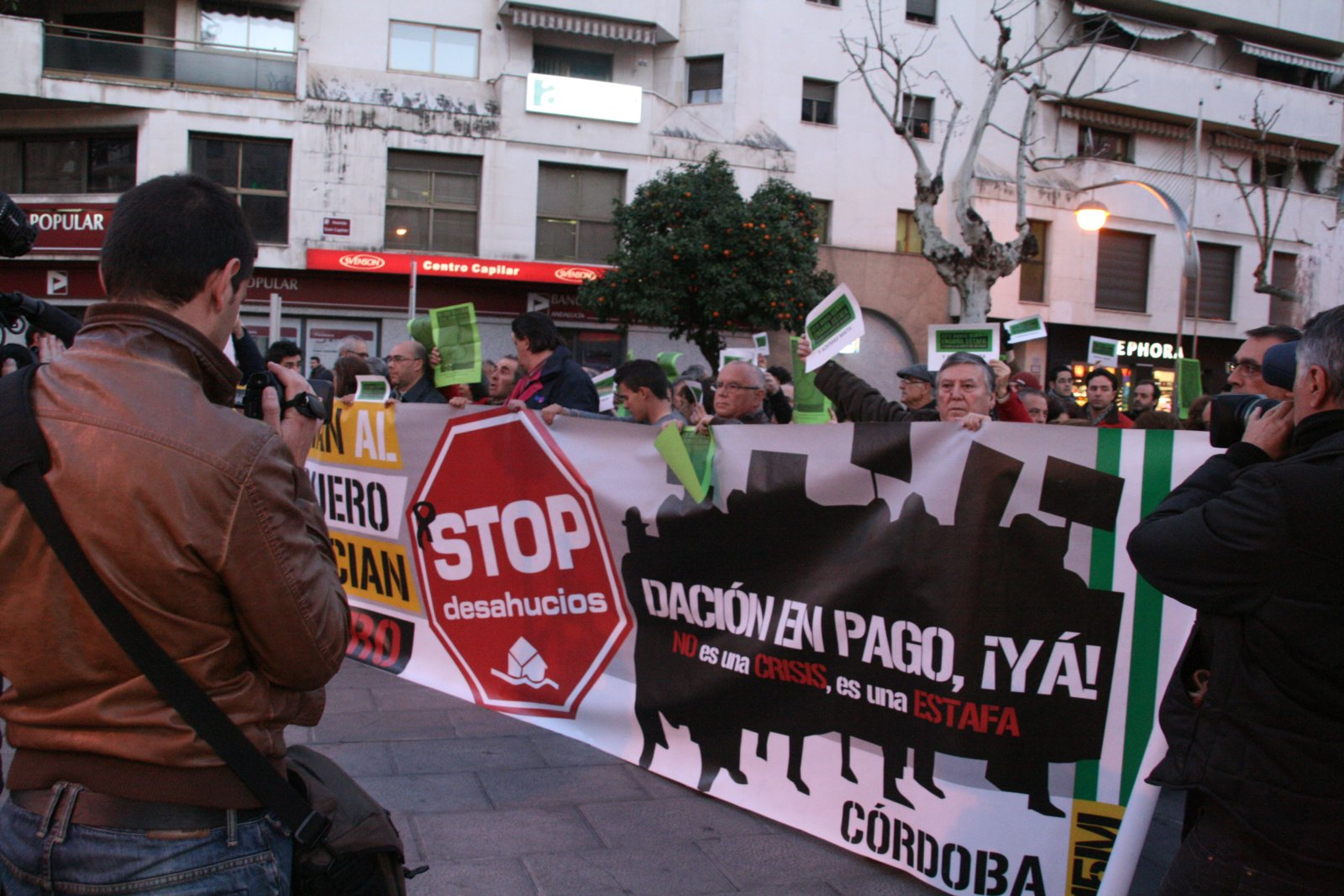
Manifestación contra los desahucios en Córdoba y en apoyo de la dación en pago. 2013

Sin embargo la mayoría de partidos presentaron enmiendas a dicha ILP y el PP unificó la tramitación la ILP con la propuesta del Gobierno para una reforma de la Ley hipotecaria. El PP rechaza la dación en pago y la paralización de los desahucios, al contrario que el PSOE que defiende la aplicación retroactiva de la dación en pago; la Izquierda Plural (IP) que mantiene el texto íntegro de la ILP como enmienda a la totalidad; o UPyD que rechaza la aplicación retroactiva de la dación en pago, planteando una Ley de Segunda Oportunidad.
La PAH mantiene una campaña de escraches, o acciones directas contra los diputados que se oponen a aprobar una Ley tal y como la plantea la Plataforma, especialmente contra los diputados del PP.
Año 2022
A fecha de septiembre de 2022 el gobierno bipartito de PSOE y Unidas Podemos sigue sin aprobar la dación en pago. La visibilidad de las manifestaciones de la PAH (Plataforma de Afectados por la Hipoteca) durante ésta legislatura ha sido nula. Públicamente no ha trascendido ninguna, a pesar de la desaceleración económica que comenzó con la pandemia, continuó con un aumento de precio de la energía, especialmente de la electricidad a partir de la tormenta Filomena,  y se agravó exponencialmente con la invasión de Ucrania ordenada por Vladímir Putin, Presidente de la Federación Rusa.
A pesar de las señales de inicio deuna nueva crisis económica, la mayoría parlamentaria del llamado grupo de la moción de censura (a Mariano Rajoy) sigue sin movilizarse para aprobar la Dación en Pago.